# Ушаково (Симферопольский район)
Ушаково (до 1948 года  безымянный населенный пункт; укр. Ушакове, крымскотат. Uşakovo, Ушаково) — упразднённый посёлок в Симферопольском районе Крыма, включённый в состав села Весёлое, сейчас — северо-западная часть села.

## История
Впервые неподписанное поселение, на окраине села Атман, обозначено на карте южного Крыма 1936 года, как и на километровой карте Генштаба Красной армии 1941 года. В 1944 году, после освобождения Крыма от фашистов, название, 12 августа 1944 года было принято постановление № ГОКО-6372с «О переселении колхозников в районы Крыма», по которому в район из Винницкой и Киевской областей переселялись семьи колхозников. С 25 июня 1946 года селение в составе Крымской области РСФСР. Указом Президиума Верховного Совета РСФСР от 18 мая 1948 года, безымянный населенный пункт юго-восточнее деревни Кубанское переименовали в Ушаково. 26 апреля 1954 года Крымская область была передана из состава РСФСР в состав УССР.
Решением Крымоблисполкома от 8 сентября 1958 года № 834 посёлок Ушаково включили в состав Весёлого (согласно справочника Крымская область — 1968 год в период с 1954 по 1968 год).